# آنگوس تی. جونز

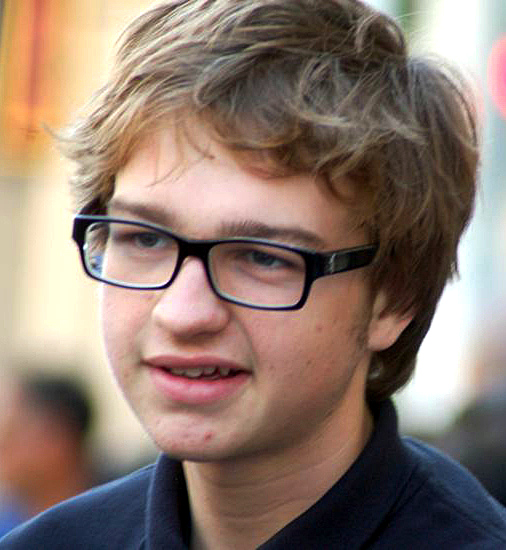

آنگوس تی. جونز (انگلیسی: Angus T. Jones؛ زاده ۸ اکتبر ۱۹۹۳) یک هنرپیشه اهل ایالات متحده آمریکا است. وی از سال ۱۹۹۹ میلادی تاکنون مشغول فعالیت بوده‌است. 
از معروف‌ترین کارهای او می‌توان به مجموعه تلویزیونی دو مرد و نصفی اشاره کرد. وی در این مجموعه نقش جیک پسر الن را در ۱۰ فصل به عنوان یکی از بازیگران نقش اصلی بازی کرده‌است.

## گزیده فیلمشناسی
از فیلم‌ها یا برنامه‌های تلویزیونی که وی در آن نقش داشته‌است می‌توان به آثار زیر اشاره کرد.
- موعد مقرر (۲۰۱۰)
- بخش فوریت‌های پزشکی (مجموعه تلویزیونی) (۲۰۰۱)
- دو مرد و نصفی (۲۰۰۳–۲۰۱۵)
- پایین آوردن خانه (۲۰۰۳)
- سی‌اس‌آی (۲۰۰۸)
- هوراس و پیت (۲۰۱۶)
- جرج جنگل ۲ (۲۰۰۳)

## جوایز
وی همچنین برنده جوایزی همچون جایزه هنرمند جوان شده‌است.